# Convention internationale pour la protection de toutes les personnes contre les disparitions forcées
 (mars 2015).
- ratifié
- signé

La Convention internationale pour la protection de toutes les personnes contre les disparitions forcées est un traité de l'Organisation des Nations unies réprimant la disparition forcée en tant que crime contre l'humanité. Elle est adoptée le 20 décembre 2006 et entre en vigueur le 23 décembre 2010 avec la ratification du 20e État partie, l'Irak. En novembre 2024, 76 pays l'avaient ratifiée.

## Contenu
L'article 2 définit la disparition forcée comme « l'arrestation, la détention, l'enlèvement ou toute autre forme de privation de liberté par des agents de l'État ou par des personnes ou des groupes de personnes qui agissent avec l'autorisation, l'appui ou l'acquiescement de l'État, suivi du déni de la reconnaissance de la privation de liberté ou de la dissimulation du sort réservé à la personne disparue ou du lieu où elle se trouve ». L'article 24 définit la « victime » comme la personne disparue et toute personne physique ayant subi un préjudice du fait d'une disparition forcée. On demande de garantir à la victime d'une disparition forcée le droit d'obtenir réparation et d'être indemnisée rapidement, équitablement et de manière adéquate (section 4). Le droit d'obtenir réparation couvre aussi les dommages matériels et moraux ainsi que le cas échéant, d'autres formes de réparations telles que a) la restitution, b) la réadaptation, c)la satisfaction, y compris le rétablissement de la dignité et de réparation, d) des garanties de non-répétition.
Pour la vérification de la mise en œuvre des dispositions prévues par la Convention, celle-ci prévoit l’institution d’un Comité des disparitions forcées. Les États parties s’engagent à remettre régulièrement à ce Comité un rapport concernant les mesures qu’ils ont adoptées pour donner effet aux dispositions de la Convention.
La Convention est l'un des traités obligeant les États à poursuivre ou extrader (aut dedere aut judicare) les suspects se trouvant sous leur juridiction en application de la compétence universelle obligatoire (articles 9 et 11).